# Райнхайм
Райнхайм (нем. Reinheim) — город в Германии, в земле Гессен. Подчинён административному округу Дармштадт. Входит в состав района Дармштадт-Дибург.  Население составляет 17 012 человек (на 31 декабря 2010 года). Занимает площадь 27,70 км². Официальный код — 06 4 32 019.

## Политика
СПД — 17, хдс — 10, Зелёные — 4 ГКП-3, Свободные голоса — 2, СвДП — 1.
В районе Уберау Коммунисты набрали 39 % голосов.

## Города-побратимы
- Санок, Польша